# Nordjyllands Amtsråd 1994-1997
Medlemmer af amtsrådet i Nordjyllands Amt valgt 16. november 1993:
Mandatfordelingen var som følger:
A: Socialdemokratiet - 13 mandater
B: Det Radikale Venstre - 1 mandat
C: Det Konservative Folkeparti - 2 mandater
F: Socialistisk Folkeparti - 2 mandater
Q: Kristeligt Folkeparti - 1 mandat
V: Venstre - 11 mandater
Z: Fremskridtspartiet - 2 mandater

Blandt de kendte medlemmer af amtsrådet var senere amtsborgmester og folketingsmedlem for Socialdemokratiet, Orla Hav; senere folketingsmedlem for Venstre, Birgitte Josefsen og tidligere folketingsmedlem for Fremskridtspartiet, Kristen Poulsgaard. Desuden sad senere statsminister Mette Frederiksens far, Flemming Frederiksen i amtsrådet for Socialdemokratiet.

## Styrelsen
| Embede                                       | Navn                | Parti                   |
| -------------------------------------------- | ------------------- | ----------------------- |
| Amtsborgmester                               | Søren Madsen        | Socialdemokratiet       |
| 1. viceamtsborgmester                        | Jonna Petersen      | Radikale Venstre        |
| 2. viceamtsborgmester                        | Olav Jungersen      | Venstre                 |
| Formand for økonomiudvalget                  | Søren Madsen        | Socialdemokratiet       |
| Formand for sundhedsudvalget                 | Niels Handskemager  | Socialdemokratiet       |
| Formand for socialudvalget                   | Stig Bryde Andersen | Socialdemokratiet       |
| Formand for udvalget for teknik og miljø     | Bent Pedersen       | Socialdemokratiet       |
| Formand for undervisnings- og kulturudvalget | Hanne Thygesen      | Socialistisk Folkeparti |

## Valgte medlemmer
| Navn                   | Parti                       |
| ---------------------- | --------------------------- |
| Stig Bryde Andersen    | Socialdemokratiet           |
| Eva Catharina Bandholm | Venstre                     |
| Karl H. Bornhøft       | Socialistisk Folkeparti     |
| Jonna Christensen      | Socialdemokratiet           |
| Villy Christensen      | Socialdemokratiet           |
| Jens-Peter Ellefsen    | Socialdemokratiet           |
| Flemming Frederiksen   | Socialdemokratiet           |
| Svend Erik Hald        | Socialdemokratiet           |
| Niels Handskemager     | Socialdemokratiet           |
| Orla Hav               | Socialdemokratiet           |
| Leif Hellsten          | Det Konservative Folkeparti |
| Christian Bach Iversen | Venstre                     |
| Jørgen Jensen          | Venstre                     |
| Karlo Jensen           | Venstre                     |
| Kirsten Krogh Jensen   | Det Konservative Folkeparti |
| Birgitte Josefsen      | Venstre                     |
| Olav Jungersen         | Venstre                     |
| Henrik Ringbæk Madsen  | Socialdemokratiet           |
| Søren Madsen           | Socialdemokratiet           |
| Ole Michaelsen         | Socialdemokratiet           |
| Erling Nielsen         | - Kristeligt Folkeparti     |
| Frede Fredborg Nielsen | Venstre                     |
| Per Nielsen            | Venstre                     |
| Bent Pedersen          | Socialdemokratiet           |
| Jonna Petersen         | Radikale Venstre            |
| Kristen Poulsgaard     | Fremskridtspartiet          |
| Lea Schnoor            | Socialdemokratiet           |
| Johannes Sørensen      | Fremskridtspartiet          |
| Hanne Thygesen         | Socialistisk Folkeparti     |
| Knud Uggerhøj          | Venstre                     |
| Jørgen Østergaard      | Venstre                     |